# Geltorp
Geltorp (dansk) eller Geltorf (tysk) er en landsby og kommune beliggende cirka 7 kilometer syd for Slesvig i Hytten Bjerge i Sydslesvig. Administrativt hører kommunen under Slesvig-Flensborg kreds i den tyske delstat Slesvig-Holsten. Kommunen samarbejder på administrativt plan med andre kommuner i omegnen i Haddeby kommunefællesskab (Amt Haddeby). I kirkelig henseende hører Geltorp under Haddeby Sogn. Sognet lå i Arns Herred (Gottorp Amt), da området tilhørte Danmark før 1864.
Geltorp er første gang nævnt 1575. Stednavnet er afledt af personavnet Gælli, en sideform til oldnordisk Gellir for både sværd, okse og den brøllende. 
Området er landbrugspræget og der ligger flere landbrugsbedrifter i nærområdet.